# Pinguini Tattici Nucleari
Pinguini Tattici Nucleari est un groupe de pop rock italien, originaire de la province de Bergame. Le groupe connaît un succès médiatique en 2020 avec sa participation à la 70e édition du festival de Sanremo dans la section Campioni, concourant avec la chanson Ringo Starr, terminant à la troisième place.

## Histoire

### Débuts et premiers albums (2010–2017)
Le groupe est formé à la fin 2010 dans la province de Bergame, et se compose de Francesco Bernuzzi, Claudio Cuter, Cristiano Marchesi, Lorenzo Pasini et Riccardo Zanotti. Selon les membres du groupe, le nom dérive de la bière écossaise Tactical Nuclear Penguin, brassée depuis 2009 par la brasserie BrewDog. Ils débutent en tant que groupe dans le genre metal psychédélique.
Leur premier EP auto-produit contenant cinq titres, intitulé Cartoni animali, sort en 2012. Le 18 décembre 2012, ils se produisent sur la scène du Polaresco, à Bergame, pour la fête de la liste universitaire Uni+. Cependant, ce n'est qu'après l'arrivée du batteur Marco Sonzogni dans le groupe que Riccardo Zanotti est devenu frontman et unique chanteur : c'est ainsi qu'en 2014 que sort leur premier album studio, Il re è nudo, composé de sept titres plus une intro, contenant l'une des chansons les plus connues du groupe depuis ses débuts, Cancelleria. L'année suivante, des changements interviennent dans le groupe, qui se rapproche de sa composition actuelle : l'arrivée d'Elio Biffi et le départ du batteur au profit de Matteo Locati. Avec ce line-up, le deuxième album Diamo un calcio all'aldilà sort le 18 décembre 2015. Enfin, c'est en 2016 que le groupe assume son line-up actuel avec l'ajout de Nicola Buttafuoco à la guitare et de Simone Pagani à la basse. En juin 2016, ils participent à la septième édition du concours Musica da Bere et deviennent finalistes.
Le troisième album du groupe, contenant onze morceaux et une intro, sort le 17 avril 2017 sous le titre Gioventù brucata. En août de la même année, ils participent au 25e Sziget Festival à Budapest, se produisant sur la scène Light.

### Fuori dall'hype(2019–2020)

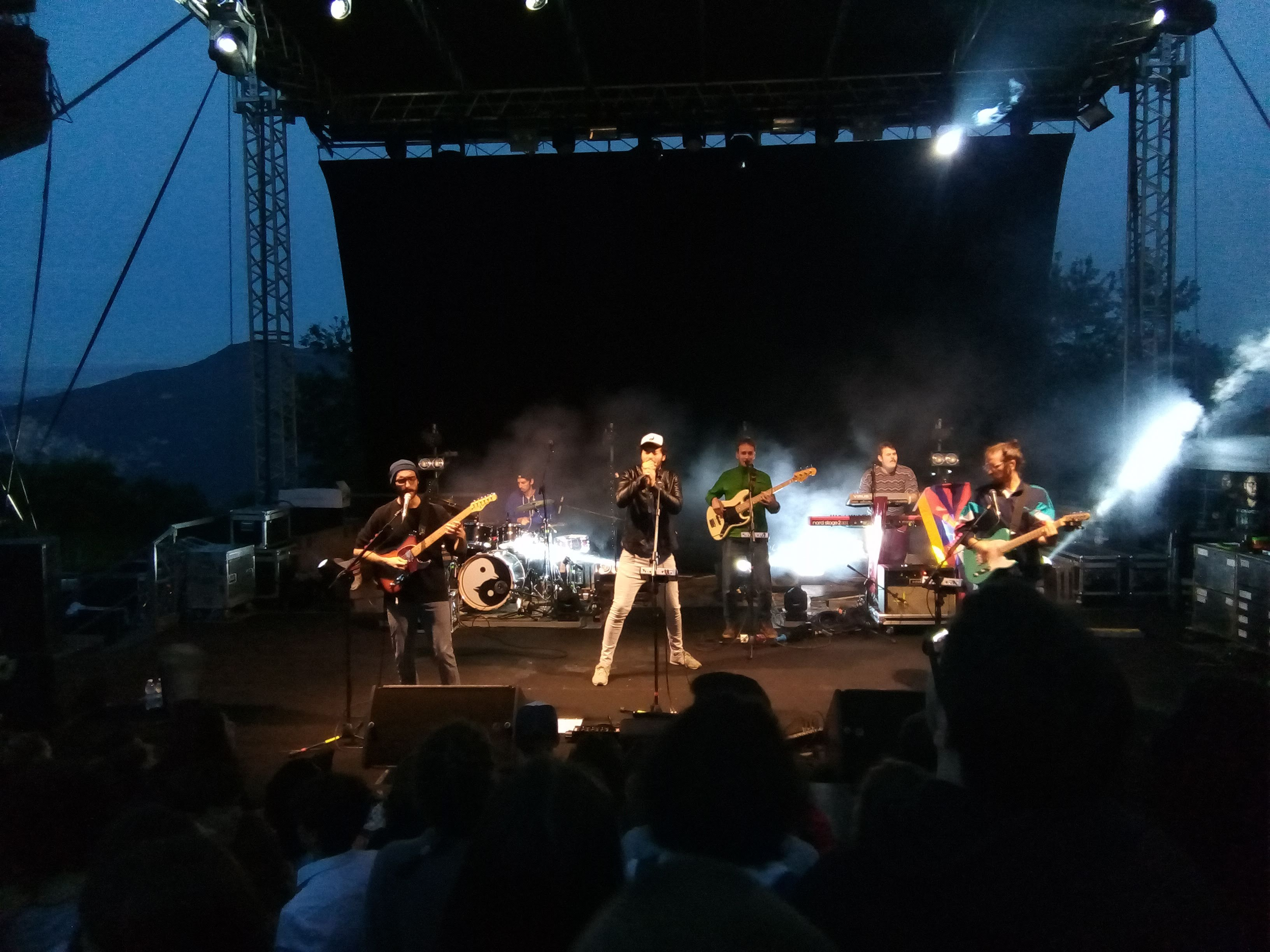
Pinguini Tattici Nucleari au Stif Sound 2019 de Villa Lagarina.

Le 5 avril 2019 sort l'album Fuori dall'hype, pour la première fois au label Sony Music, anticipé par les singles Verdura (sorti le 18 janvier), Sashimi et Fuori dall'hype,. Le 26 avril 2019 sort Faber nostrum, un album hommage à Fabrizio De André, contenant une réinterprétation de Fiume Sand Creek du groupe. Le 1er mai 2019, ils participent au Concerto del Primo Maggio sur la place San Giovanni in Laterano à Rome, avec les chansons Verdura et Irene En septembre de la même année, la FIMI décerne un disque d'or au single Irene, deux semaines plus tard, le single Verdura reçoit également la même récompense.
En février 2020, ils participent à la 70e édition du festival de Sanremo, avec la chanson Ringo Starr. Le deuxième soir, ils atteignent la troisième place du classement partiel, ainsi que la première place du classement général. Lors de la dernière soirée, qui a vu un classement basé sur les votes du jury démoscopique, de la salle de presse et de la télévision, le groupe classe troisième au classement général. Le 7 février sort la réédition de Fuori dall'hype intitulée Fuori dall'hype - Ringo Starr, contenant également Ringo Starr, les inédits Ridere et Bergamo, ainsi que la version live de Cancelleria (extrait de Il re è nudo) et la version acoustique de Irene (extrait de l'album Gioventù brucata). Le 17 février 2020, l'album est certifié disque d'or, puis disque de platine et, une semaine plus tard, le single Ringo Starr est également certifié disque d'or, puis disque de platine.
Un concert est annoncé pour le 29 février 2020 au Mediolanum Forum d'Assago, en Italie. Compte tenu du succès commercial du concert, qui affiche complet en quelques semaines, d'autres concerts sont organisés dans les arènes de plusieurs villes italiennes : il s'agit donc de la première tournée du groupe dans les arènes, dont le nom #machilavrebbemaidetto tour est une citation extraite du single Verdura. Le 24 février, le report de toutes les dates de la tournée est annoncé par mesure de précaution, en raison de la pandémie de Covid-19 en Italie, ; avec une communication ultérieure le 6 mars, de nouvelles dates de tournée sont officialisées pour octobre 2020, puis reportées à février 2021, et plus tard de nouveau reportées pour septembre et octobre 2021.
Le 17 avril 2020 sort Ridere, le deuxième single extrait de la réédition de l'album Fuori dall'hype - Ringo Starr, dont le clip est publié le 28 avril.

### Fake News(depuis 2020)

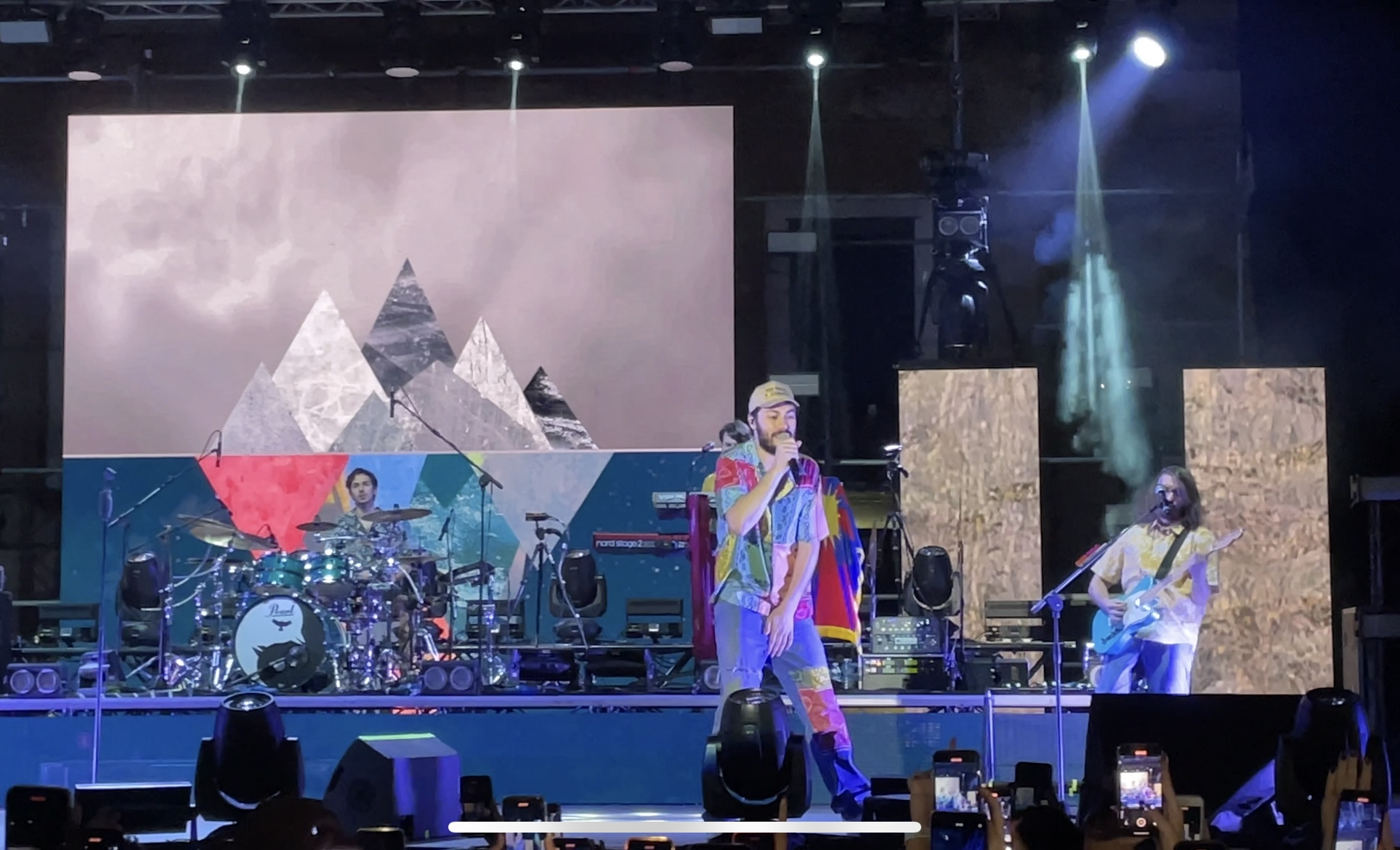
Le groupe en concert à Cosenza en 2022.

Le 27 août 2020, Riccardo Zanotti, le leader du groupe, participe en tant que juré au Festival de Castrocaro, diffusé sur Rai 2. Le lendemain, sort le nouveau single La Storia infinita, qui est certifié or le 19 octobre. Le 31 août, le single Ridere est certifié platine. Le 13 novembre, Scooby Doo sort, anticipant un nouvel EP intitulé Ahia!  dont la sortie est prévue pour le 4 décembre suivant. Au cours du même mois, les singles La Storia infinita et Scooby Doo sont certifiés or.
Le 25 janvier 2021, l'EP Ahia! est certifié or et, par la suite, le 1er février, les singles Scooby Doo et Ridere — double disque pour ce dernier — et l'album Fuori dall'hype sont certifiés disque de platine. Le 15 février 2021, le single Verdura est certifié disque de platine. En mars, à l'occasion de la soixante et onzième édition du festival de Sanremo, ils remontent sur la scène du théâtre Ariston, aux côtés de Bugo lors de la troisième soirée, consacrée aux reprises, avec la chanson Un'avventura de Lucio Battisti. Le 15 mars suivant, la chanson Tetris, extraite de l'album Gioventù brucata est certifiée disque d'or. Toujours en 2021, ils collaborent avec plusieurs artistes pour certains featuring : les titres Ferma a guardare avec Ernia, Meglio avec Bugo et Babaganoush avec la chanteuse Madame. En octobre 2021, le single Scrivile scemo est certifié troisième disque de platine, tout comme le single précédent Scooby Doo. Par la suite, l'EP Ahia! est certifié double disque de platine. Le dernier single en date est Pastello Bianco, qui est certifié double disque de platine le 6 décembre 2021.
En 2022, ils donnent le coup d'envoi de la tournée Dove eravamo rimasti, leur première tournée en arène, qui remplace la précédente #machilavrebbemaidettotour, reportée de plus de deux ans en raison de la pandémie de Covid-19 en Italie. Le 27 mai 2022, après avoir annoncé qu'ils travaillaient sur un nouvel album, le groupe sort le single Giovani Wannabe, qui connaît un succès considérable, se classant en tête des classements FIMI et des chansons les plus jouées à la radio, et est certifié double disque de platine. Le 19 août 2022 sort Dentista Croazia, un single qui retrace les débuts du groupe. Le 23 septembre 2022 sort le single Ricordi, qui se classe lui aussi en tête des classements FIMI. Le 13 novembre 2022, le groupe reçoit le MTV Europe Music Award du meilleur groupe italien lors des MTV Europe Music Awards 2022. Le 2 décembre 2022, le groupe sort son cinquième album Fake News.
Le 31 mars 2023, le single Coca Zero sort, tandis que le 19 mai 2023, c'est au tour de Rubami la notte. Le 9 septembre 2023, le groupe annonce le Fake News Indoor Tour - Palasport 2024, vendant un total de 100 000 billets dans les 24 heures suivant le début des préventes. Pour la tournée Fake News, structurée en deux parties, ils ont vendu un total d'un million de billets, représentant à eux seuls environ 4,1 % du marché live italien en 2023. Le magazine américain Pollstar, qui analyse les données relatives à l'industrie du live du monde entier, place cette tournée dans le top 10 des plus réussis de l'année[réf. souhaitée].
En novembre 2023, le single Giovani Wannabe obtient le prix SIAE pour la meilleure interprétation d'une chanson à la radio en 2022 tandis que l'auteur et chanteur du groupe Riccardo Zanotti reçoit le prix SIAE pour les résultats obtenus du côté du streaming audio. Fin 2023 également, Spotify, dans son rapport annuel complet, communique que Pinguini est le huitième artiste le plus écouté de l'année en Italie, ainsi que le seul dans le top 10 attribuable au genre pop[réf. nécessaire].
Le 13 septembre 2024 sort le single Romantico ma muori.

## Membres

### Membres actuels
- Riccardo Zanotti – chant, guitare
- Nicola Buttafuoco – guitare
- Lorenzo Pasini – guitare
- Simone Pagani – basse, chant
- Matteo Locati – batterie
- Elio Biffi – claviers, accordéon, chant

### Anciens membres
- Francesco Bernuzzi – chant
- Claudio Cuter – guitare
- Cristiano Marchesi – basse
- Marco Sonzogni – batterie

## Discographie

### Albums studio
- 2014 : Il re è nudo
- 2015 : Diamo un calcio all'aldilà
- 2017 : Gioventù brucata
- 2019 : Fuori dall'hype
- 2022 : Fake News
- 2024 : Hello World

### EP
- 2012 : Cartoni animali
- 2020 : Ahia!

### Singles
- 2018 : Irene
- 2019 : Verdura
- 2019 : Sashimi
- 2019 : Fuori dall'hype
- 2020 : Ringo Starr
- 2020 : Ridere
- 2020 : La Storia infinita
- 2020 : Scooby Doo
- 2020 : Una canzone come gli 883 (avec Max Pezzali, Lo Stato Sociale, Cimini, Emis Killa, Eugenio in Via Di Gioia, Fast Animals and Slow Kids, Marco Giallini, J-Ax, Jake La Furia, La Pina, Pierluigi Pardo, Nicola Savino)
- 2021 : Ferma a guardare (avec Ernia)
- 2021 : Scrivile scemo
- 2021 : Pastello bianco
- 2022 : Giovani Wannabe
- 2022 : Dentista Croazia
- 2022 : Ricordi
- 2023 : Coca zero
- 2023 : Rubami la notte
- 2023 : Nightmares (avec Bresh)
- 2024 : Romantico ma muori
- 2024 : Islanda
- 2025 : Bottiglie vuote (featuring Max Pezzali)

### Collaborations
- 2021 : Bugo feat. Pinguini Tattici Nucleari – Meglio, dans l'album Bugatti Cristian
- 2021 : Madame feat. Pinguini Tattici Nucleari – Babaganoush, dans l'album Madame
- 2022 : Thasup feat. Pinguini Tattici Nucleari – r!va, dans l'album C@ra++ere s?ec!@le